# Carl Fredrik Wahlbom
Carl Fredrik Wahlbom, född den 25 september 1849 i Växjö, död den 24 mars 1916 på Hultafors sanatorium (skriven i Kristianstad), var en svensk jurist. Han var far till Elin Wahlbom.
Wahlbom avlade mogenhetsexamen  i Växjö 1868 och blev samma år student vid Lunds universitet, där han avlade examen till rättegångsverken 1873. Efter fullgjord tingstjänstgöring blev han vice häradshövding 1876. Wahlbom tjänstgjorde som tillförordnad domhavande i sammanlagt omkring sju år och dessutom som fiskal och adjungerad ledamot i  Göta hovrätt under åren 1874, 1881, 1882 och 1884. Han var häradshövding i Villands och Östra Göinge domsaga från 1887 till sin död. Wahlbom blev riddare av Nordstjärneorden 1897. Han vilar på Östra Broby kyrkogård i Östra Göinge.